# Lulama Xingwana
Lulama Marytheresa (Lulu) Xingwana (23 september 1955) is een Zuid-Afrikaanse politica namens het Afrikaans Nationaal Congres (ANC). Tussen 2006 en 2014 was zij minister in de Zuid-Afrikaanse regering.

## Loopbaan
Xingwana studeerde aan de Universiteit van de Witwatersrand, waar ze als Bsc afstudeerde. Aan de Universiteit van Londen behaalde ze een Msc.
Bij de Zuid-Afrikaanse parlementsverkiezingen van 1994, de eerste verkiezingen na het afschaffen van de apartheid, werd Xingwana namens het ANC verkozen in de Nationale Vergadering. In 2004 werd ze lid van de Zuid-Afrikaanse regering toen ze door president Thabo Mbeki werd aangesteld als onderminister van Mijnbouw en Energie in het kabinet-Mbeki II. Na een kabinetsherschikking werd ze in mei 2006 minister van Landbouw, een functie die ze ook bekleedde in het daaropvolgende kabinet-Motlanthe (2008–2009).
Bij het aantreden van het kabinet-Zuma I in mei 2009 kreeg Xingwana de verantwoordelijkheid over het ministerie van Kunst en Cultuur. Aansluitend werd ze door president Jacob Zuma, in het kader van een kabinetsherschikking in november 2010, benoemd tot minister voor Vrouwen, Kinderen en Gehandicapten. Aan Xingwana's ministerschap kwam in mei 2014 een einde toen zij geen plaats toebedeeld kreeg in het kabinet-Zuma II.